# Stenarctia griseipennis
Stenarctia griseipennis är en fjärilsart som beskrevs av George Francis Hampson 1911. Stenarctia griseipennis ingår i släktet Stenarctia och familjen björnspinnare. Inga underarter finns listade i Catalogue of Life.